# Utta Danella – Lügen haben schöne Beine
Utta Danella – Lügen haben schöne Beine ist ein deutscher Fernsehfilm von Thomas Kronthaler aus dem Jahr 2015. Er beruht auf Motiven einer Geschichte von Utta Danella und ist die 29. Folge der Filmreihe. Die Hauptrollen sind besetzt mit Johanna-Christine Gehlen und Tobias Licht.

## Handlung
Kathrin, 40 Jahre alt, arbeitet höchst erfolgreich als Wirtschaftsmathematikerin bei einer Rückversicherung. Leider hat sie noch nicht den Mann fürs Leben gefunden, denn sobald sie ihren Beruf nennt, zieht das starke Geschlecht zurück. Dann lernt sie beim Speed-Dating den Gärtner Andi kennen. Sie gibt sich als Krankenschwester und er als Rechtsanwalt aus. Einige Tage später entdeckt sie, dass er Gärtner ist. Später lernt sie einen Arzt kennen, der aber nicht zu ihr passt. Dann treffen sie sich bei einem Unfall wieder und versuchen es nochmal miteinander. Danach haben sie noch einige Schwierigkeiten, ihre beiden Leben zusammenzubekommen. Am Ende haben sie ein Kind und sie ist mit Zwillingen schwanger.

## Produktionsnotizen
Utta Danella – Lügen haben schöne Beine wurde vom 12. November bis 10. Dezember 2014 in München gedreht und hatte am 20. November 2015 im Ersten Premiere. Der Film wurde bei seiner Erstausstrahlung von 3,78 Millionen Zuschauern gesehen, was einem Marktanteil von 12,3 Prozent entsprach.

## Kritik
„Die romantische Komödie über zwei, die beim Speed Dating tief-, respektive hochstapeln, hat Thomas Kronthaler zusammen mit Stephanie Kronthaler geschrieben und charmant in Szene gesetzt. Johanna Christine Gehlen und Tobias Licht überzeugen als Liebespaar im Rollentausch-Versuch und geben ihren Figuren Raum für ernste und komische Momente.“

„Gar nicht so unrealistisch, wie die Posse auf gekränkte Männeregos im Berufs- und Privatleben blickt. Ein kleiner Stern unter den Danella-Schmonzetten. [Fazit:] So viel Welthaltigkeit war selten bei Danella“

Tilmann P. Gangloff von Tittelbach.tv stellte fest, dass die Geschichte mit Utta Danella wenig zu tun hat, aber aus einer interessanten Perspektive den Rollentausch zwischen Mann und Frau beleuchtet.